# SACM AGO系列柴油机
SACM AGO系列柴油机（法語：Moteurs diesel AGO SACM）是一个由阿尔萨斯机械制造公司（SACM）制造的四冲程高速柴油机产品系列，并且按气缸尺寸分为AGO 195系列及AGO 240系列。AGO 175系列柴油机采用195毫米缸径和180毫米冲程，额定转速为每分钟1500转，提供V12、V16、V20等不同功率等级的型号，输出功率范围涵盖2,170马力（1,600千瓦）至3,530马力（2,600千瓦）。AGO 240系列柴油机采用240毫米缸径和220毫米冲程，额定转速为每分钟1300转，提供L6、L8、V12、V16、V20等不同功率等级的型号，输出功率范围涵盖2,170马力（1,250千瓦）至5,640马力（4,150千瓦）。该系列柴油机既可作为柴油机车或柴油动车组的动力装置，亦可用于船舰推进动力、固定发电装置、石油钻井动力等方面。
1950年代，阿尔萨斯机械制造公司开始生产气缸内径175毫米、活塞行程180毫米的MGO系列柴油机，其优异的可靠性和使用寿命使其赢得了用户的普遍赞誉。然而，阿尔萨斯机械制造公司从长远的角度预计，柴油机车的单机功率将达到4,000马力以上，需要在MGO系列柴油机的基础上主要作进一步的发展，以满足铁路牵引动力的未来发展需要。因此，阿尔萨斯机械制造公司规划了三种功率等级的柴油机产品型谱，包括1200马力～1600马力的MGO系列柴油机（缸径175毫米、行程180毫米），1900马力～2500马力的AGO系列柴油机（缸径195毫米、行程180毫米），3000马力～4000马力的AGO系列柴油机（缸径240毫米、行程220毫米）。AGO柴油机是以阿尔萨斯、格罗斯汉斯和奥尼尔的首字母缩写（Alsacienne-Grosshans-et-Ollier）来命名。缸径的选择是基于MGO柴油机在改进过程中、对165毫米和175毫米缸径所作出的比较，阿尔萨斯机械制造公司决定进一步增大缸径行程比，将AGO系列柴油机的缸径行程比定为1.1，即缸径大于冲程的超方形发动机（oversquare engine）。
阿尔萨斯机械制造公司所采取的产品开发策略，是优先研制大缸径柴油机以求迅速抢占大功率柴油机的市场。设计过程中为了避免因曲轴及气缸布置而造成的技术困难，因此阿尔萨斯机械制造公司在研制初期采用了较保守的设计，决定第一步先研制缸径230毫米的AGO 230柴油机，经过运用试验累积经验后再试制缸径240毫米的AGO 240柴油机。1960年1月，阿尔萨斯机械制造公司成功试制出缸径230毫米的直列六缸原型机并开始进行试验。1963年，12气缸的AGO 230 V12 DSHR型柴油机经过长时间的台架试验后，开始被装用于批量生产的A1AA1A 68500型柴油机车上，当额定转速为每分钟1350转时，柴油机额定功率为2700马力，单缸功率为225马力。1965年，阿尔萨斯机械制造公司开始生产缸径195毫米的AGO 195系列柴油机。1967年，16气缸的AGO 230 V16 DSHR型柴油机投入生产，被装用于首批三十台CC 72000型柴油机车（72001～72030），当额定转速为每分钟1350转时，柴油机额定功率为3600马力，单缸功率为225马力。同年，缸径240毫米的AGO 240系列柴油机研制成功，而CC 72000型柴油机车亦从CC 72031号机车开始，改为装用功率更大的AGO 240 V16 ESHR型柴油机，当额定转速为每分钟1350转时，柴油机额定功率为4000马力，单缸功率提升至250马力。

## 参看
- SACM MGO系列柴油机